# L'acciarino magico
L'acciarino magico (Fyrtøjet) è una fiaba scritta da Hans Christian Andersen.

## Trama
La fiaba narra di un soldato, piuttosto avido di denaro, che tornando dalla guerra incontra una strega; questa gli dice di calarsi in un albero cavo dove, sul fondo, troverà tre stanze. Superata questa prova, egli avrà tutto il denaro che vuole.
Ogni stanza è custodita da un cane: la prima da un cane con gli occhi grandi come tazze che protegge un baule pieno di monete di rame; la seconda da un cane con gli occhi grandi come macine da mulino che sorveglia un baule con le monete d'argento; la terza da un cane con gli occhi grandi come torri che custodisce un baule con le monete d'oro.
La strega dice al soldato di andare a recuperare un acciarino appartenuto alla sua nonna; in cambio, rende mansueti i tre cani il tempo necessario al soldato per riempirsi le tasche di monete. Una volta risalito, il soldato domanda alla strega cosa vuole fare dell'acciarino: ella non gli dà risposta, e mentre alza le mani per lanciargli un sortilegio, lui, spazientito, le taglia la testa con la spada.
Se ne va con le monete e l'acciarino. Da semplice soldato, ora si ritrova ricchissimo. Prende alloggio nella locanda più lussuosa del paese e un bel giorno, colto da un'indescrivibile curiosità, vuole andare a conoscere la principessa: si dice infatti che sia bellissima. Il re suo padre, però, la tiene rinchiusa in casa per evitare che la profezia si avveri, ovvero che la fanciulla sposi un semplice soldato.
Il soldato, non essendo abituato a possedere tanto denaro, presto si ritrova senza un soldo; deve perciò lasciare la sua lussuosa abitazione, ritrovandosi anche senza amici. Non ha più denaro neanche per una candela, allora si ricorda della strega e dell'acciarino, e scopre che se lo accende una volta compare subito il cane che custodiva il baule con le monete di rame, se fa fuoco due volte quello che custodiva il baule con le monete d'argento e, con tre scatti dell'acciarino, il cane del baule con le monete d'oro.
Capito il trucco, il soldato chiede subito il denaro necessario per la locanda, dopo di che chiede al cane con gli occhi grandi come tazze di portargli la principessa la notte stessa, e la bestia obbedisce. Mentre la principessa dorme, il cane la porta dal soldato in volo, lui la bacia, e il cane la riporta al castello.
Il giorno seguente, la principessa racconta al re e alla regina lo strano sogno: i regnanti decidono di far sorvegliare la camera della figlia da una dama, in modo da scoprire se sia realmente un sogno.
Nella notte la dama vede il cane, lo segue fino alla porta del soldato, vi disegna sopra una croce con un gessetto per poterla riconoscere e poi torna al castello. Ma il cane si accorge del segno e fa una croce uguale su tutte le porte del paese.
La regina allora escogita un altro piano: mette un sacchetto pieno di farina sulla schiena della principessa in modo che lasci una scia bianca durante il viaggio. Questa volta il cane non si accorge di nulla, così il soldato viene rintracciato e catturato.
La sua sorte è di finire impiccato, ma mentre è sul patibolo chiede di poter esprimere un ultimo desiderio: prende il suo acciarino e fa fuoco tre volte. Compaiono i tre cani a cui chiede subito aiuto, ed essi attaccano gli spettatori, i giudici e anche i regnanti facendoli volare in alto e uccidendoli tutti.
Alla fine il soldato conquista la principessa e i due si sposano con l'approvazione del popolo; i cani rimangono i loro più fedeli servitori.

## Storia editoriale
La fiaba venne pubblicata per la prima volta l'8 maggio 1835 in Eventyr, fortalte for Børn. Første Samling. Første Hefte. 1835. La prima traduzione italiana apparve nel 1864 con il titolo Il battifuoco, nella raccolta Quindici racconti pei giovinetti.

## Adattamenti

### Cinema
- Fyrtøjet (1907), cortometraggio diretto da Viggo Larsen e primo adattamento della fiaba.
- Andersen - L'acciarino magico (1946) film d'animazione di Svend Methling; primo lungometraggio animato danese.
- Das Feuerzeug (1959) film della Germania Est prodotto dalla DEFA e diretto da Siegfried Hartmann con Rolf Ludwig (il soldato), Hans Fiebrandt (Il re), Maria Besendahl (la regina), Barbara Mehlan (la principessa) e Bella Waldritter (la strega).

### Televisione
- Le fiabe di Andersen (1971), serie anime prodotta da Mushi Production e Zuiyo Enterprise (episodi 16-17).
- L'acciarino magico (1977), episodio della serie anime Le più belle favole del mondo (1976-1979).
- L'acciarino, episodio della serie animata danese The Fairytaler (2003).